# Mračin
Mračin is een plaats in de gemeente Netretić in de Kroatische provincie Karlovac. De plaats telt 296 inwoners (2001).